# Parasauleia
Parasauleia is een geslacht van vliesvleugeligen uit de familie Encyrtidae. De wetenschappelijke naam van dit geslacht is voor het eerst geldig gepubliceerd in 1968 door Hoffer.

## Soorten
Het geslacht Parasauleia is monotypisch en omvat slechts de volgende soort:
- Parasauleia trjapitzini Hoffer, 1968